# Yoan Chirescu
Yoan Chirescu est un guitariste et compositeur de hip-hop, RnB et pop français. Il collabore régulièrement avec le duo soFLY & Nius.

## Discographie

### Singles
- 2011 : Flo Rida - Wild Ones (feat. Sia)
- 2012 : Enrique Iglesias - Finally Found You (feat. Sammy Adams)[1]
- 2014 : Neon Jungle - Welcome to the Jungle
- 2015 : Flo Rida - I Don't Like It, I Love It (feat. Robin Thicke and Verdine White)
- 2018 : Gringe - Scanner (feat. Léa Castel)
- 2018 : Gringe - Pièces détachées
- 2020 : Gringe - " On aboie en silence "

### Ludographie
| Année | Jeu                               | Titre               | Artistes                 | Notes          |
| ----- | --------------------------------- | ------------------- | ------------------------ | -------------- |
| 2012  | FIFA 13                           | Let It Roll (Pt. 2) | Flo Rida feat. Lil Wayne |                |
| 2013  | Army of Two : Le Cartel du Diable | Double or Nothing   | Big Boi & B.o.B          | Thème officiel |

### Morceaux
Crédité comme guitariste
- 2011 - Flo Rida - Wild Ones (feat. Sia)[3]
- 2012 - Pitbull - Tchu Tchu Tcha (feat. Enrique Iglesias)[4]
- 2013 - Rich Gang - Angel (feat. Mystikal, Jae Millz, Ace Hood, Gudda Gudda, Birdman & Mack Maine)[5]
- 2013 - Tal - À l'infini[6]

Crédité comme auteur
- 2012 - Enrique Iglesias - Finally Found You (feat. Sammy Adams)
- 2013 - Rich Gang - Angel (feat. Mystikal, Jae Millz, Ace Hood, Gudda Gudda, Birdman & Mack Maine)
- 2013 - B.o.B - Coastline[7]
- 2013 - Kid Ink - No Miracles (feat. Elle Varner and Machine Gun Kelly)[8]
- 2014 - Neon Jungle - Welcome To The Jungle[9]

Crédité comme producteur
- 2015 - Flo Rida - I Don't Like It, I Love It (feat. Robin Thicke and Verdine White)[10],[11]
- 2016 : Tal - Tal - Beauté particulière, D.A.O.W. (Dance All Over the World)
- 2018 : Gringe - Enfant lune - Déchiré (feat. Orelsan), Retourne d’où tu viens, Pièces détachées, Scanner (feat. Léa Castel)

## Distinctions
- Luchon Festival 2025 : meilleure musique originale pour Elles deux[12]